# Fiat Nuova 500 Francis Lombardi My Car
La 500 My Car fu una versione della Nuova 500 sviluppata dalla carrozzeria vercellese Francis Lombardi tra il 1967 (circolano in italia versioni immatricolte nel gennaio 1968, quindi è ragioneveole ritenere che siano state realizzate sul finire del 1967) e il 1971 (con alcune immatricolazioni protrattesi fino a 1972 inoltrato). Non fu la sola Nuova 500 modificata dal carrozziere piemontese, ma fu l'unica ad avere un buon successo commerciale.

## Contesto

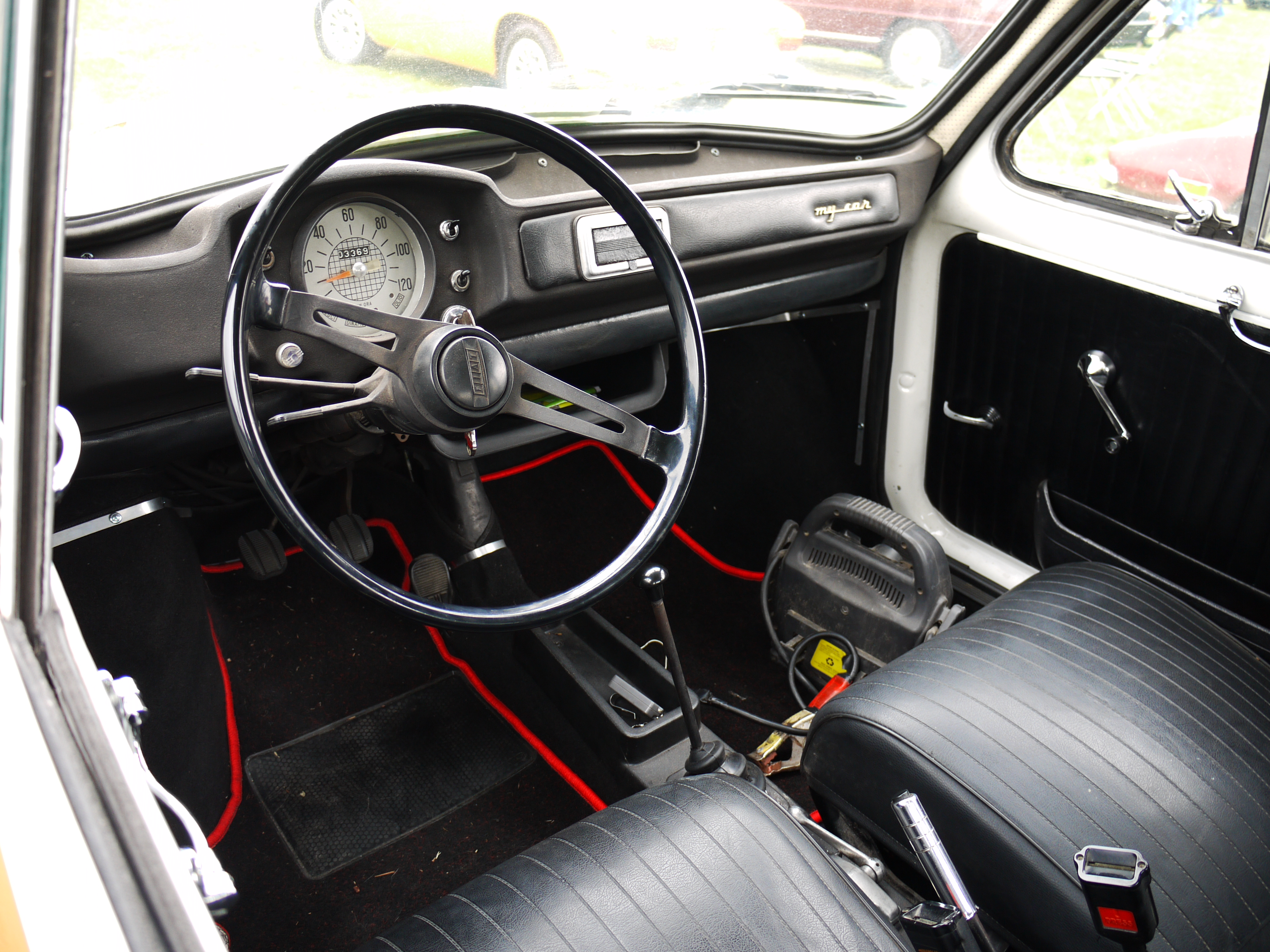
Posto di guida

Veniva prodotta in due versioni: dapprima con il normale tetto apribile della 500 di serie ("trasformabile") (tale versione è la più rara delle due), cui successivamente si aggiunse la versione con tetto rigido (inizialmente liscio e successivamente con due nervature in rilievo per aumentarne la rigidità). Alla carrozzeria vercellese arrivavano dalla Fiat le vetture incomplete, da ultimare con le parti Francis Lombardi apposite: si trattava di una politica diffusa, infatti la Abarth già da alcuni anni la usava per l'assemblaggio delle proprie 500 elaborate.
La 500 My Car vantava dotazioni accattivanti, alcune delle quali mai adottate dai successivi due modelli di serie, queste prevedevano:
- plancia sagomata e rivestita in plastica nera;
- sedili maggiormente imbottiti e sagomati, con cannelloni cuciti invece che termosaldati;
- pannelli porta con tasca cucita realizzata nel medesimo materiale, con un listello cromato che correva longitudinalmente all'altezza della manopola dell'alzacristallo (e, da una certa data in poi, con una cannellatura nella parte superiore al suddetto listello che riprende il motivo dei sedili);
- leva cambio e impugnatura freno a mano rivestiti in acciaio inox;
- fascioni sottoporta in acciaio inox;
- calandra bombata con griglia in zama cromata e fari incassati;
- gocciolatoi in acciaio inox;
- Finiture cromate nelle guarnizioni del parabrezza anteriore e del lunotto (simili a quelle di serie sulla successiva Fiat 500L);
- anelli ruota in acciaio;
- serratura cofano motore.

Successivamente le dotazioni interne vennero pian piano arricchite con ulteriori dettagli:
- volante e pomello cambio in legno, (inizialmente erano quelli standard, come si può vedere in qualche raro dépliant dell'epoca);
- vetri posteriori apribili a compasso (solo nella versione con tetto rigido, anche per permettere all'aria  di uscire al momento della chiusura delle portiere, problema non presente nella versione con tetto apribile);
- cassettino porta oggetti sul tunnel del cambio.

L'elemento più innovativo di questa vettura è in primis il muso, con calandra di diversa foggia e griglia in zama. Altra caratteristica peculiare è, nella versione con tetto chiuso, la conformazione del tetto che, con due nervature longitudinali (presenti solo da una certa data in poi) e un piccolo spoiler, conferiva un'immagine di sportività e ricercatezza, ne migliorava l'abitabilità e l'insonorizzazione (grazie al rivestimento interno fonoassorbente).
I colori disponibili si differenziavano da quelli della Fiat 500 standard (ed inoltre alcuni erano metallizzati, opzione non disponibile per la Fiat 500 standard):
Nonostante il maggior costo rispetto al modello originale della Fiat, venne prodotta in alcune migliaia di esemplari costituendo un'eccezione rispetto alle altre versioni speciali prodotte da vari carrozzieri. La ragioni del buon successo commerciale, oltre alla possibilità di distinguersi, consistevano nei tempi di consegna, ben inferiori a quelli imposti per la Fiat 500 F e nella migliore abitabilità consentita dalla particolare forma del tetto.